# 日知會
日知会，是清朝末年成立于湖北省武昌的一个革命团体。该团体原为武昌高家巷美教堂圣公会的报刊阅览室，在科学补习所被迫停止运营后由刘静庵、曹亚伯和胡兰亭等人改组为一个革命团体，主要宣传推翻清政府的革命思想。1906年1月，日知会正式召开成立大会。1906年12月，“丙午狱案”爆发，9名日知会的主要成员被捕入狱，日知会随即停止活动。此后日知会的成员转入其他革命团体中。

## 历史

### 成立
日知会原本是武昌高家巷美教堂圣公会的报刊阅览室，原址设在武昌府街，后来搬进了教堂里。1903年，武昌革命人士曹亚伯以自己基督徒的身份，向武汉牧师黄吉亭和胡兰亭建议扩招日知会成员，在提供书本借阅服务之外，顺便宣传革命思想。1904年10月，因华兴会起义事宜泄露，武汉的革命团体科学补习所遭到了张之洞的搜查。虽然没有查到任何有价值的人和物品，但科学补习所的活动也因此被迫停止，成员四散并潜伏下来。遭到追查的刘静庵和曹亚伯则在1905年春末暂避于武昌高家巷圣公会。在此期间，刘静庵被胡兰亭聘用为日知会司理、文华书院神学院的中文教习。此后，湖南和湖北的革命党人均先后以日知会为平台和掩护，从事革命活动，之前部分科学补习所的成员也先后加入日知会。此后经过商讨，胡兰亭、刘静庵和曹亚伯决定改组日知会，将日知会改造为宣传革命思想的组织，以推翻清朝政府为日知会的纲领。1906年1月，日知会正式召开成立大会，到会者过百人，其中主要成员包括刘静庵、冯特民、朱子龙、何季达、孙武等人，张汉杰负责会议记录。此后日知会进一步扩大了招募人员的规模:90-91。
日知会招募的会员来自军界、学界、新闻界、宗教界等社会阶层，其中以军界最多。活动方式主要包括对成员的个别谈心、组织成员参加读书会，以及面向社会开设识字课程。其宣讲场合通常在教堂内，有时也会组织学生以“救世军”的名号沿街宣讲。日知会还在黄州开办了地下印刷厂印刷革命书籍，所印刷的内容包括《猛回头》、《革命军》等。有相当数量的印刷物流入军营，成为了在军队中宣传革命思想的关键工具。
1906年5月，在与孙中山接洽后，支持中国革命的法国驻烟台的武官布加卑派遣使者欧吉罗抵达武汉调查革命党人活动情况，日知会为其召开了欢迎会:91。对此欧吉罗表示十分满意，并在之后对日知会做出了积极评价。但欧吉罗的随行人员中其中混入了很多清政府的密探，而导致革命党人的活动有所暴露。而布加卑的活动在法国更换内阁之后也不了了之:91-92。

### 解散
1906年10月，萍浏醴起义爆发，起义很快蔓延到湖南、湖北和浙江。孙中山派遣朱子龙、胡瑛等人回国响应起义，二人抵达武昌后与刘静庵接洽。11月12日，刘静庵在汉阳的伯牙台主持会议，准备召集湖北新军响应。当年12月，萍浏醴起义失败，此时日知会并未实际参与到起义之中。清政府通缉起义的主要领导人，日知会会员郭尧阶诬告刘静庵就是起义领导人之一刘家运，直接导致刘静庵入狱。此后清政府开始缉拿日知会的主要会员，张难先、胡瑛、朱子龙、梁钟汉、季雨霖、李亚东、吴贡三、殷子衡等8人受到牵连而先后被清政府逮捕。此外名单上列明，但未被逮捕的日知会会员还有吴昆、余诚、何季达、孙武等人。因1906年为丙午年，故史称日知会“丙午狱案”:93-96。日知会活动由此停止。1907年，朱子龙因遭到严刑拷打，加之身染重病而于狱中去世。其余被捕的8人一度被判死刑，但因日知会本身具有教会背景，而最终得到营救，最终被改判为徒刑。1911年5月，刘静庵因与朱子龙相似的原因在狱中去世，其余几人在此前后均得以出狱。

## 影响
日知会在其鼎盛时期，活跃范围已经达到了湖北、江西、安徽、江苏、四川、东北、伊犁在内的多地。在日知会停止活动之后，其成员组织了其他多个革命组织，并继续开展活动。之后这些组织大多分流到了文学社和共进会之内，这两个新的组织是日后组织武昌起义的重要力量。1938年7月，张难先、殷子衡等原日知会骨干在武昌日知会原址建立了一座纪念碑，此碑现藏于湖北省博物馆。